# Andreas Sturesson
Lars Andreas Sturesson, född 23 januari 1973 i Vetlanda församling, Jönköpings län, är en kommunpolitiker i Jönköpings kommun för Kristdemokraterna. 

## Biografi
Andreas Sturesson utsågs i januari 2011 till kommunalråd för Kristdemokraterna i Jönköpings kommun, som efterträdare till Acko Ankarberg Johansson. Sedan 2018 är han oppositionsråd. Han valde 2023 in i Kristdemokraternas partistyrelse.